# Themes from Calmi Cuori Appassionati
Themes from Calmi Cuori Appassionati là album nhạc phim của ca sĩ kiêm sáng tác nhạc người Ireland Enya, phát hành độc quyền tại Nhật Bản vào ngày 30 tháng 10 năm 2001 bởi WEA International. Album bao gồm những bài hát được sử dụng làm nhạc nền cho bộ phim lãng mạn Nhật Bản năm 2001 Calmi Cuori Appassionati, trích từ năm album phòng thu đầu tiên trong sự nghiệp của cô như Enya (1987), Watermark (1988), Shepherd Moons (1991),  The Memory of Trees (1995) và A Day Without Rain (2000), bên cạnh hai bản nhạc mặt B chưa từng xuất hiện trong những album khác "Song of the Sandman (Lullaby)" và 	"The Promise".
Mặc dù chỉ là tập hợp những bản nhạc từng ra mắt trước đó của Enya và danh sách bài hát cũng gần như tương tự album tuyển tập trước đó của nữ ca sĩ Paint the Sky with Stars (1997), đĩa nhạc vẫn gặt hái thành công lớn về mặt thương mại tại Nhật Bản khi đạt vị trí thứ hai trên bảng xếp hạng Oricon Albums Chart, trở thành album đạt thứ hạng cao nhất của Enya tại đây. Themes from Calmi Cuori Appassionati sau đó đạt được chứng nhận Triệu bởi Hiệp hội Công nghiệp Ghi âm Nhật Bản (RIAJ), công nhận một triệu bản được tiêu thụ và là album thứ hai của cô đạt được thành tích trên sau Paint the Sky with Stars.

## Danh sách bài hát
| STT | Nhan đề                                                   | Thời lượng |
| --- | --------------------------------------------------------- | ---------- |
| 1.  | "Wild Child"                                              | 3:49       |
| 2.  | "Caribbean Blue"                                          | 3:59       |
| 3.  | "Book of Days"                                            | 2:56       |
| 4.  | "Afer Ventus"                                             | 4:06       |
| 5.  | "Watermark"                                               | 2:26       |
| 6.  | "Orinoco Flow"                                            | 4:26       |
| 7.  | "The Celts"                                               | 2:57       |
| 8.  | "Once You Had Gold"                                       | 3:18       |
| 9.  | "Triad - a. "St. Patrick" - b. "Cú Chulainn" - c. "Oisin" | 4:25       |
| 10. | "Anywhere Is"                                             | 3:46       |
| 11. | "Fairytale"                                               | 3:04       |
| 12. | "Evening Falls..."                                        | 3:49       |
| 13. | "Song of the Sandman (Lullaby)"                           | 3:42       |
| 14. | "The Promise"                                             | 2:29       |

## Xếp hạng
| Bảng xếp hạng (2001)    | Vị trí cao nhất |
| ----------------------- | --------------- |
| Album Nhật Bản (Oricon) | 2               |

| Bảng xếp hạng (2001)    | Vị trí |
| ----------------------- | ------ |
| Album Nhật Bản (Oricon) | 59     |
| Bảng xếp hạng (2002)    | Vị trí |
| Album Nhật Bản (Oricon) | 29     |

## Chứng nhận
| Quốc gia                                  | Chứng nhận | Số đơn vị/doanh số chứng nhận |
| ----------------------------------------- | ---------- | ----------------------------- |
| Nhật Bản (RIAJ)                           | Triệu      | 1.000.000^                    |
| ^ Chứng nhận dựa theo doanh số nhập hàng. |            |                               |

## Lịch sử phát hành
| Khu vực  | Ngày              | Định dạng   | Hãng đĩa          |
| -------- | ----------------- | ----------- | ----------------- |
| Nhật Bản | 30 tháng 10, 2001 | CD cassette | WEA International |